# Hilary Mantel

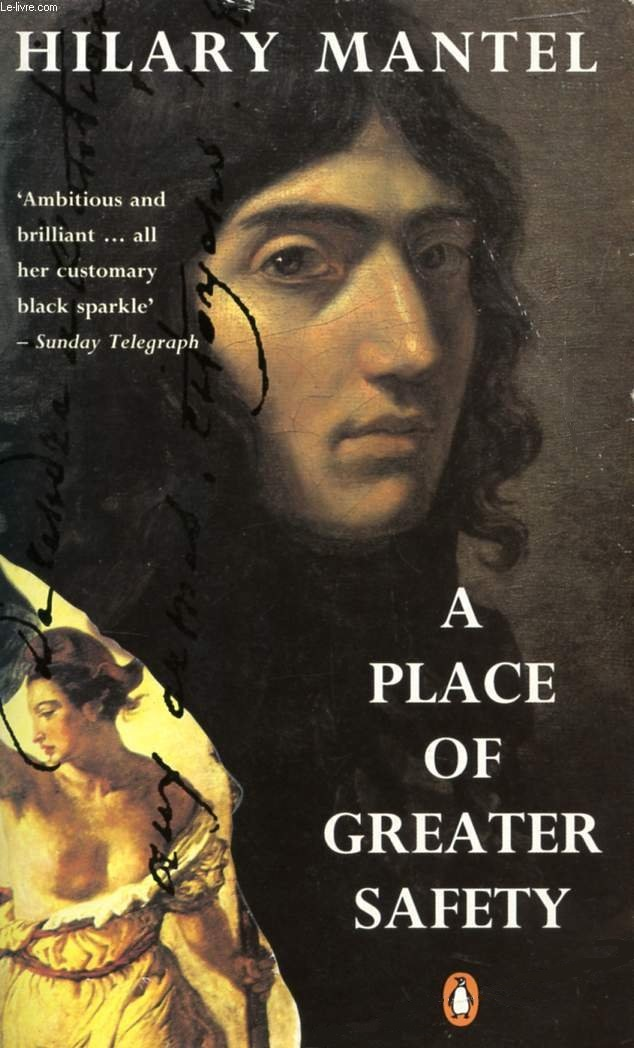
Hilary Mantel

Dame Hilary Mary Mantel [mænˈtɛl], DBE (* 6. Juli 1952 als Hilary Mary Thompson in Glossop, Derbyshire; † 22. September 2022 in Exeter, Devon) war eine britische Schriftstellerin und Kritikerin. Sie wurde vor allem durch ihre historischen Romane bekannt und erhielt für die Romane Wölfe (2009) und Falken (2012) jeweils den Booker Prize.

## Leben
Mantel wuchs zunächst in der Industriestadt Glossop in Derbyshire und später in Cheshire in relativ armen Verhältnissen in einer großen irisch-katholischen Familie auf, die seit zwei Generationen in England lebte. Die ersten sechs Jahre lebte sie bei ihrer irischen Großmutter, deren endlosen Redestrom und Wortschatz sie aufsog. Ihre Mutter Margaret verließ ihren Mann Henry Thompson und zog zu ihrem Liebhaber Jack Mantel nach Cheshire. Hilary nahm mit elf Jahren den Namen ihres Stiefvaters, Mantel, an. Bereits als Schulkind begann sie zu schreiben.
Ihr Familienhintergrund war die Triebfeder ihrer meisten Veröffentlichungen. Mantel wurde weithin bekannt als Autorin historischer Romane, aber Themen ihrer Romane sind auch die „faulen Kompromisse der Volkskirche“ und die „panischen Phantasien des islamischen Fundamentalismus“ (so Patrick Bahners). Kennzeichnend für ihr Werk sei zudem die „Einbeziehung der Totenwelt in den literarischen Realismus“ in Verbindung mit „einer Weltanschauung des entschiedenen Rationalismus“.
Mantel studierte ab 1970 Rechtswissenschaft an der London School of Economics and Political Science sowie der University of Sheffield und machte dort 1973 ihren Bachelor. Sie arbeitete zunächst als Sozialarbeiterin. Ab 1973 war sie mit dem Geologen Gerald McEwen verheiratet, von dem sie sich 1981 scheiden ließ, den sie jedoch 1982 erneut heiratete. Bereits 1975 begann sie mit dem Schreiben an ihrem Roman Brüder (engl.: A Place of Greater Safety), den sie 1979 fertigstellte, jedoch erst 1992 veröffentlichen konnte.
Aufgrund des Berufs ihres Ehemanns lebte sie mit ihm ab 1977 fünf Jahre in Botswana, danach vier Jahre in Dschidda in Saudi-Arabien. In ihren später erschienenen Romanen Eight Months on Ghazzah Street (1988) und A Change of Climate (1994) verarbeitete sie Erfahrungen aus dieser Zeit. Nach ihrer Rückkehr nach England arbeitete sie 1987 bis 1991 als Filmkritikerin für den Spectator.
2003 veröffentlichte sie mit Giving Up the Ghost eine Autobiographie, die 2015 unter dem Titel Von Geist und Geistern auch auf Deutsch erschien.
Als ihr Hauptwerk gilt die zwischen 2009 und 2020 erschienene Trilogie über Thomas Cromwell, bestehend aus den Romanen Wölfe (engl.: Wolf Hall, erschienen 2009), Falken (Bring Up the Bodies, 2012) sowie Spiegel und Licht (The Mirror & the Light, 2020). Für die ersten beiden Romane wurde sie nach Erscheinen jeweils mit dem Booker Prize geehrt. Die Royal Shakespeare Company brachte Wölfe und Falken 2013 in Stratford-upon-Avon auf die Bühne. Eine auf Wölfe und Falken basierende, nur mit dem Titel Wölfe versehene Fernsehserie wurde 2015 auf BBC Two ausgestrahlt. Im deutschsprachigen Fernsehen lief die sechsteilige Produktion auf Arte. Nach achtjähriger Pause beschloss der Roman Spiegel und Licht 2020 Mantels Trilogie.
Neben ihren Romanen kommentierte Mantel auch in diversen Essays und Reden das Zeitgeschehen und galt dabei unter anderem als Kritikerin der britischen Monarchie und der Königsfamilie sowie der katholischen Kirche.
Hilary Mantel starb am 22. September 2022 im Alter von 70 Jahren in einem Krankenhaus in Exeter, nachdem sie drei Tage zuvor einen Schlaganfall erlitten hatte. Die Familie hatte geplant, nach Cork überzusiedeln, um ihre europäischen Bürgerrechte zu erhalten. Zum Zeitpunkt ihres Todes arbeitete Mantel an einem Roman mit Figuren aus dem Werk Jane Austens mit dem Titel „Provocation“, geschildert aus der Sicht von Mary Bennett. Ihr Archiv befindet sich in der Huntington Library in Kalifornien.

## Auszeichnungen
1987 erhielt sie den Shiva Naipaul Memorial Prize, 1996 den Hawthornden-Preis, 2006 den Commonwealth Writers’ Prize und den Orange Prize for Fiction. Im selben Jahr wurde sie mit dem Komturkreuz (engl. Commander) des Order of the British Empire ausgezeichnet.
2009 erhielt ihr Roman Wölfe (engl. Wolf Hall) mit dem Booker Prize den wichtigsten britischen Literaturpreis. 2012 wurde auch die Fortsetzung dieses Romans, Falken (Bring Up the Bodies), mit dem Booker Prize ausgezeichnet. Damit war Mantel nach dem Südafrikaner J. M. Coetzee und dem Australier Peter Carey die dritte Person, die den Preis zweimal gewann. Der dritte Teil der Trilogie, Spiegel und Licht (The Mirror & the Light) schaffte es 2020 erneut auf die Longlist des Booker Prize, ebenso wie zuvor bereits 2005 ihr Roman Beyond Black.
Für Wolf Hall wurde sie 2010 darüber hinaus auch mit dem Walter Scott Prize for historical fiction ausgezeichnet. 2015 wurde dieser Roman von der BBC-Auswahl der 20 besten Romane von 2000 bis 2014 zu einem der bislang bedeutendsten Werke des 21. Jahrhunderts gewählt. Für Bring Up the Bodies erhielt sie zudem auch den Costa Book Award im Jahr 2012. Für The Mirror & the Light erhielt Mantel 2021 zum zweiten Mal den Walter Scott Prize for historical fiction.
Für ihr Lebenswerk wurde Mantel 2013 mit dem David Cohen Prize ausgezeichnet.
2014 wurde sie von Königin Elisabeth II. zur Dame Commander des Order of the British Empire ernannt. Seit 2014 hängt ein Bild von ihr in der British Library.
Ab 2020 war sie eine von zwölf Personen, die die höchste Auszeichnung der Royal Society of Literature, den Titel Companion of Literature, trug.

## Werke
- Every Day is Mother’s Day, 1985
  - Jeder Tag ist Muttertag, Roman, dt. von Werner Löcher-Lawrence, DuMont, Köln 2016, ISBN 978-3-8321-9823-7.[26]
- Vacant Possession, 1986
  - Im Vollbesitz des eigenen Wahns, Roman, dt. von Werner Löcher-Lawrence, DuMont, Köln 2016, ISBN 978-3-8321-9832-9.[27]
- Eight Months on Ghazzah Street, 1988
- Fludd, 1989
  - Der Hilfsprediger, Roman, dt. von Werner Löcher-Lawrence, DuMont, Köln 2017, ISBN 978-3-8321-9872-5.
- A Place of Greater Safety, 1992
  - Brüder, dt. von Kathrin Razum und Sabine Roth, DuMont, Köln 2012, ISBN 978-3-8321-9661-5.
- A Change of Climate, 1994
  - Reizklima, dt. von Silvia Morawetz, Krüger, Frankfurt am Main 1995, ISBN 3-8105-1245-1.
  - auch als: Regen über der Wüste, gleiche Übersetzerin, Fischer, Frankfurt am Main 2002, ISBN 3-596-15295-X.
- An Experiment in Love, 1995
  - Ein Liebesexperiment, dt. von Silvia Morawetz, Krüger, Frankfurt am Main 1997, ISBN 3-8105-1247-8.
  - auch als: Carmels Suche nach Liebe, gleiche Übersetzerin, Fischer, Frankfurt am Main 2002, ISBN 3-596-14664-X.
- The Giant, O’Brien, 1998
  - Der riesige O’Brien, dt. von Charlotte Breuer, Krüger, Frankfurt am Main 2002, ISBN 3-8105-1266-4.
- Giving Up the Ghost (A Memoir), 2003 (autobiografisch)
  - Von Geist und Geistern. Autobiografie, dt. von Werner Löcher-Lawrence, DuMont, Köln 2015, ISBN 978-3-8321-9769-8.
- Learning to Talk (Short Stories), 2003
  - Sprechen lernen, Erzählungen, dt. von Werner Löcher-Lawrence, DuMont, Köln 2023, ISBN 978-3-8321-6816-2.
- Beyond Black, 2005
- Wolf Hall, Roman, London 2009, ISBN 978-0-8050-8068-1.
  - Wölfe, dt. von Christiane Trabant, DuMont, Köln 2010, ISBN 978-3-8321-9593-9.
- Bring up the Bodies, 2012
  - Falken, dt. von Werner Löcher-Lawrence, Dumont, Köln 2012, ISBN 978-3-8321-9698-1.
- The Assassination of Margaret Thatcher, stories. Henry Holt, New York 2014, ISBN 978-1-62779-210-3.
  - Die Ermordung Margaret Thatchers, Erzählungen, dt. von Werner Löcher-Lawrence, DuMont, Köln 2014, ISBN 978-3-8321-9768-1.
- The Mirror & the Light, Roman, HarperCollins, London 2020, ISBN 978-0-00-748099-9.
  - Spiegel und Licht, dt. von Werner Löcher-Lawrence, DuMont, Köln 2020, ISBN 978-3-8321-9724-7.

## Adaptionen
2018 gestaltete Regisseur Walter Adler für den WDR eine 13-stündige Hörspielserie mit 26 Teilen aus Mantels historischem Roman Brüder über die Jahre der Französischen Revolution von 1789 bis zum Sturz und zur Hinrichtung Robespierres 1794. An der Produktion waren insgesamt 200 Schauspieler als Sprecher beteiligt.